# Doug Hepburn
Douglas Ivan Hepburn (Vancouver, 16 settembre 1926 – Vancouver, 22 novembre 2000) è stato un sollevatore canadese campione mondiale che gareggiò nella categoria dei pesi massimi (oltre 90 kg.).

## Biografia
Nato con una malformazione al piede destro, Doug Hepburn riuscì ugualmente ad allenarsi nel sollevamento pesi grazie alla sua enorme forza muscolare, diventando nel tempo uno dei migliori pesi massimi a livello internazionale.
Nel 1953 si consacrò ai Campionati mondiali di Stoccolma, conquistando la medaglia d'oro con 467,5 kg. nel totale di tre prove, battendo lo statunitense John Henry Davis (457,5 kg.), campione olimpico in carica, e l'argentino Humberto Selvetti (450 kg.).
L'anno seguente vinse un'altra medaglia d'oro ai Giochi dell'Impero e del Commonwealth Britannico di Vancouver con 471,5 kg. nel totale.
In seguito, si dedicò maggiormente al wrestling ed alle prove di forza in spettacoli itineranti. Si occupò anche di varie altre attività, dilettandosi come cantante, saggista, poeta e scrittore.
Nei primi anni '60 aprì una sua palestra e si introdusse nel commercio di attrezzature per la cultura fisica e di integratori alimentari.
Doug Hepburn, nonostante i suoi numerosi impegni, realizzava anche degli insuccessi economici che lo portarono, a più riprese, a soffrire di alcolismo e di depressione, dai quali seppe comunque riprendersi e ritornare ad una vita normale, diventando anche vegetariano.
Nel corso della sua carriera di sollevatore realizzò numerosi record mondiali, molti dei quali non ufficializzati, in particolare nella prova di distensione lenta.
Morì all'età di 74 anni a causa di un'ulcera perforante.